# Casas de Juan Gil
Casas de Juan Gil es una localidad y pedanía española perteneciente al municipio de Carcelén, en la provincia de Albacete, dentro de la comunidad autónoma de Castilla-La Mancha.

## Geografía

### Ubicación
| Noroeste: La Gila | Norte: Villa de Ves | Noreste: Jalance |
| Oeste: Carcelén   |                     | Este: Jarafuel   |
| Suroeste Carcelén | Sur: Alpera         | Sureste: Ayora   |

## Historia
A mediados del siglo XIX, Pascual Madoz, en su Diccionario geográfico-estadístico-histórico de España y sus posesiones de Ultramar (1845-1850), lo sitúa en la provincia de Albacete, partido judicial de Casas-Ibáñez y dentro del término jurisdiccional de Alatoz. Describe el lugar en un llano y casas sencillas con pobre aspecto y escasas comodidades. Señala dudas y contestaciones con los pueblos de Alatoz, Jorquera y Carcelén en relación con su término y al aprovechamiento de pastos y leña.

## Demografía
Evolución de la población
| Gráfica de evolución demográfica de Casas de Juan Gil entre 2000 y 2020 |
|                                                                         |
| Población de derecho (2000-2020) según el padrón municipal del INE      |

## Comunicaciones

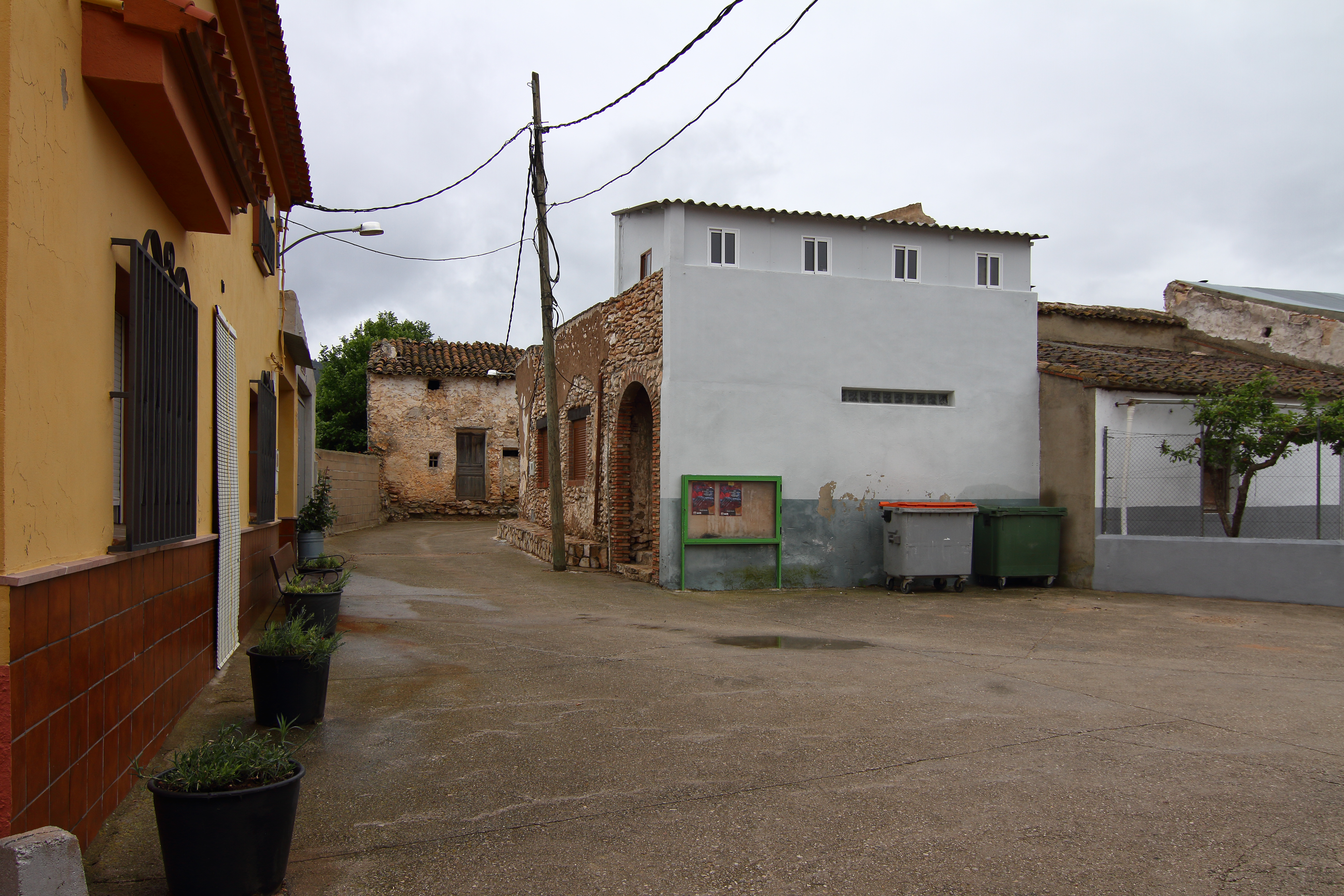
Plaza de la localidad

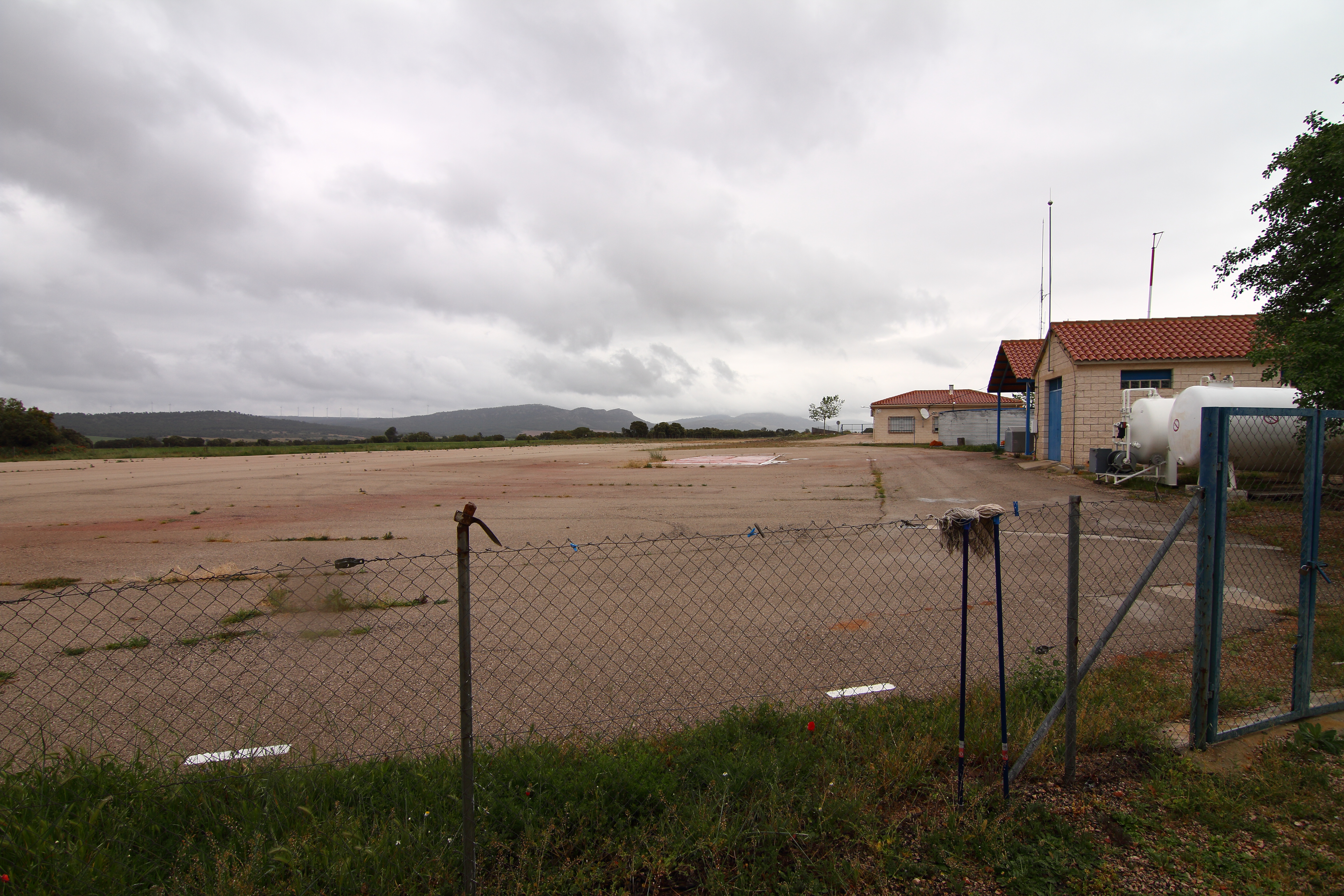
Aeródromo de Casas de Juan Gil

Situada al límite de su provincia con la de Valencia, se comunica con las poblaciones cercanas (las albaceteñas Carcelén y Alatoz y la valenciana Ayora) por la carretera CM-332, que en la Comunidad Valenciana pasa a llamarse CV-440.